# Карпов, Олег Эдуардович
Олег Эдуардович Карпов (род. 24 декабря 1965 года, Рязань) — российский учёный-медик, специалист в области создания систем управления, информатизации и автоматизации работы медицинских организаций, академик РАН (2022).

## Биография
В 1989 году с отличием окончил Рязанский медицинский институт имени академика И. П. Павлова, затем была учёба в интернатуре и в клинической ординатуре.
С 1992 по 2002 годы — врач-хирург, заместитель главного врача по хирургии Рязанской областной клинической больницы. В 1993 году защитил кандидатскую диссертацию «Профилактика раневых осложнений после аппендэктомий различными видами лазерного излучения».
В 2002 году учился в докторантуре НИИ Общественного здоровья и управления здравоохранением Московской медицинской академии имени И. М. Сеченова.
В 2003 году — начальник отдела перспективного развития и планирования Национального медико-хирургического центра имени Н. И. Пирогова.
В 2004 году — начальник управления здравоохранения Рязанской области.
С 2004 по 2005 годы — директор Клинико-диагностического комплекса № 1, директор административного управления Национального медико-хирургического центра имени Н. И. Пирогова. В 2005 году защитил докторскую диссертацию, тема: «Организационно-клиническое обоснование совершенствования медицинской помощи хирургическим больным с желчно-каменной болезнью на основе стандартизации».
С 2006 года по настоящее время — генеральный директор Национального медико-хирургического центра имени Н. И. Пирогова.
В 2007 году было присвоено учёное звание профессора.
В 2011 году избран заведующим кафедрой Общественного здоровья и здравоохранения института усовершенствования врачей ФГБУ «НМХЦ имени Н. И. Пирогова» Минздрава России.
2 июня 2022 года избран академиком РАН по Отделению нанотехнологий и информационных технологий.
Член Совета Федеральной территории Сириус. Избран по многомандатному округу. 

## Научная деятельность
Специалист в области создания систем управления, информатизации и автоматизации работы медицинских организаций.
Автор и соавтор более 230 научных работ, в том числе 4 монографий.
Член редколлегии журнала «Вестник Национального медико-хирургического центра им. Н. И. Пирогова» и двух диссертационных советов.
Под его руководством защищены 2 докторские и 6 кандидских диссертаций.
Действительный член Российской академии естественных наук (РАЕН).

## Награды
- Орден «За заслуги перед Отечеством» IV степени (23 июня 2020) — за большой вклад в развитие здравоохранения и многолетнюю добросовестную работу[4]
- Орден Александра Невского (5 февраля 2024) — за большой вклад в развитие отечественной науки, многолетнюю плодотворную деятельность и в связи с 300-летием со дня основания Российской академии наук[5]
- Орден Почёта (28 июня 2016) — за заслуги в области здравоохранения и многолетнюю добросовестную работу[6]
- Заслуженный врач Российской Федерации (2010)[7]
- Почётная грамота Совета Федерации (2016)